# Seongdong-myeon
Seongdong-myeon (koreanska: 성동면) är en socken i kommunen Nonsan i provinsen Södra Chungcheong i den centrala delen av Sydkorea, 150 km söder om huvudstaden Seoul.